# Hamilton, Massachusetts

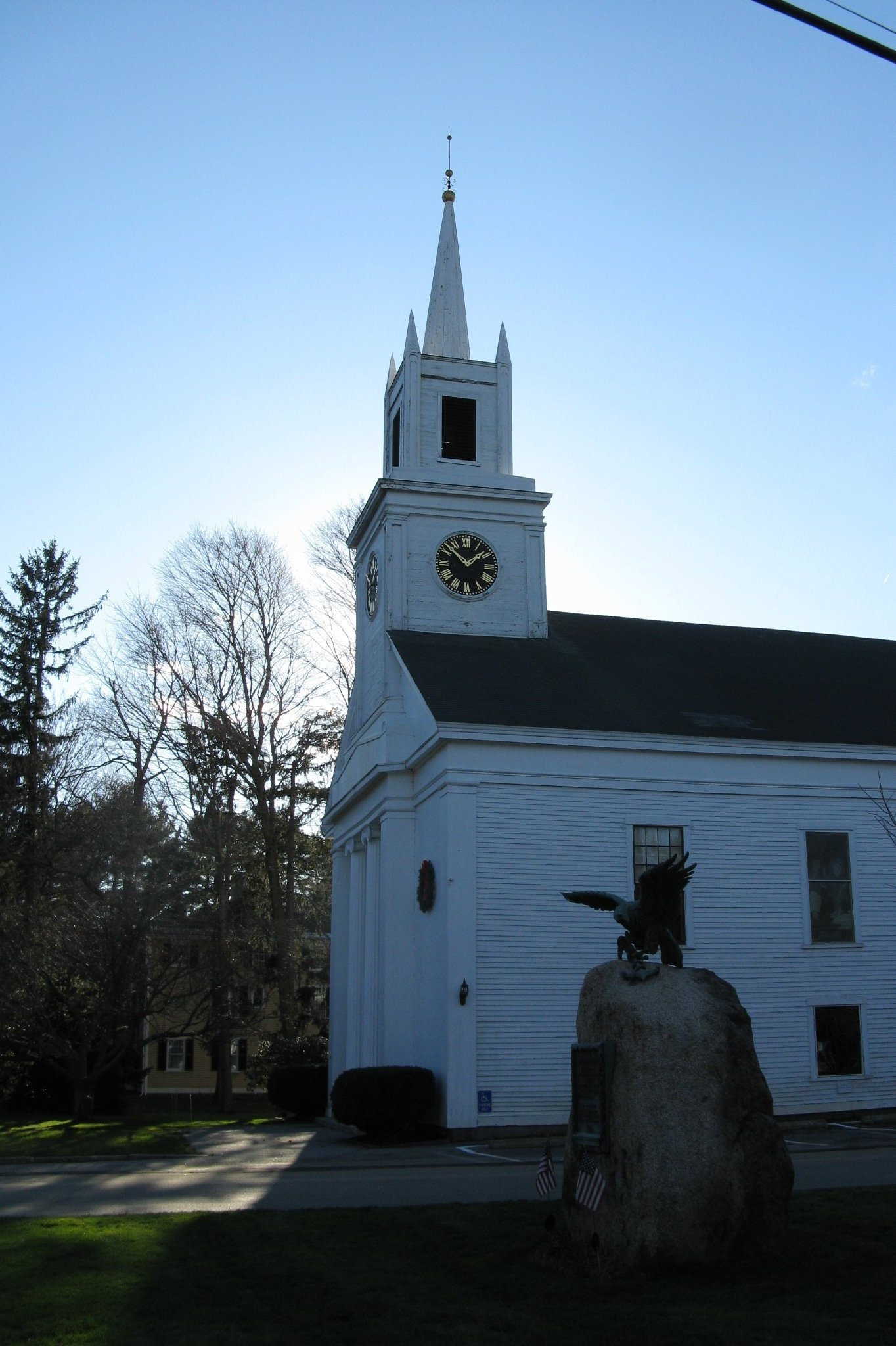

Hamilton är en kommun (town) i Essex County i delstaten Massachusetts, USA, med cirka 8 315 invånare (2000). Den har enligt United States Census Bureau en area på 38,7 km².

## Kända personer från Hamilton
- Bo Burnham, komiker
- Michael Carter-Williams, basketspelare
- David Morse, skådespelare
- Francis W. Sargent, politiker